# Curling nos Jogos Olímpicos de Inverno de 2006 - Feminino
A competição de curling feminino nos Jogos Olímpicos de Inverno de 2006 aconteceu em Pinerolo.

## Medalhistas
|  | SWE Suécia                                                         |  | SUI Suíça                                                           |  | CAN Canadá                                                                |
|  | Anette Norberg Eva Lund Cathrine Lindahl Anna Svärd Ulrika Bergman |  | Mirjam Ott Binia Beeli Manuela Kormann Michèle Moser Valeria Spälty |  | Shannon Kleibrink Amy Nixon Glenys Bakker Christine Keshen Sandra Jenkins |

## Equipes
| País               | Capitão            | Terceira         | Segunda          | Condutor          | Reserva           | Clube                          |
| ------------------ | ------------------ | ---------------- | ---------------- | ----------------- | ----------------- | ------------------------------ |
| CAN Canadá         | Shannon Kleibrink  | Amy Nixon        | Glenys Bakker    | Christine Keshen  | Sandra Jenkins    | Calgary Winter Clu, Calgary    |
| DEN Dinamarca      | Dorthe Holm        | Denise Dupont    | Lene Nielsen     | Malene Krause     | Maria Poulsen     | Hvidovre CC, Hvidovre          |
| GBR Grã-Bretanha   | Rhona Martin       | Jackie Lockhart  | Kelly Wood       | Lynn Cameron      | Deborah Knox      | Greenacres CC, Howwood         |
| ITA Itália         | Diana Gaspari      | Giulia Lacedelli | Rosa Pompanin    | Violetta Caldart  | Eleonara Alvera   | New Wave CC, Cortina d'Ampezzo |
| JPN Japão          | Ayumi Onodera      | Yumie Hayashi    | Mari Motohashi   | Moe Meguro        | Sakurako Terada   | Aomori CC, Aomori              |
| NOR Noruega        | Dordi Nordby       | Marianne Haslum  | Marianne Rørvik  | Camilla Holth     | Charlotte Hovring | Snarøen CC, Bærum              |
| RUS Rússia         | Ludmila Privivkova | Nkeiruka Ezekh   | Olga Jarkova     | Ekaterina Galkina | Yana Nekrasova    | Сombined equipe                |
| SWE Suécia         | Anette Norberg     | Eva Lund         | Cathrine Lindahl | Anna Svärd        | Ulrika Bergman    | Härnösands CK Hernosândia      |
| SUI Suíça          | Mirjam Ott         | Binia Beeli      | Valeria Spälty   | Michèle Moser     | Manuela Kormann   | Flims CC, Flims                |
| USA Estados Unidos | Cassandra Johnson  | Jamie Johnson    | Jessica Schultz  | Maureen Brunt     | Courtney George   | Bemidji CC, Bemidji            |

## Primeira fase
| País               | Capitão            | V | D | PF | PA | Ends Vencidos | Ends Perdidos | Ends em branco | Ends roubados | %   |
| ------------------ | ------------------ | - | - | -- | -- | ------------- | ------------- | -------------- | ------------- | --- |
| SWE Suécia         | Anette Norberg     | 7 | 2 | 61 | 54 | 41            | 36            | 14             | 11            | 79% |
| SUI Suíça          | Mirjam Ott         | 7 | 2 | 74 | 44 | 37            | 32            | 11             | 10            | 75% |
| CAN Canadá         | Shannon Kleibrink  | 6 | 3 | 68 | 51 | 39            | 32            | 16             | 10            | 75% |
| NOR Noruega        | Dordi Nordby       | 6 | 3 | 73 | 54 | 45            | 32            | 5              | 16            | 73% |
| GBR Grã-Bretanha   | Rhona Martin       | 5 | 4 | 55 | 54 | 31            | 35            | 17             | 6             | 76% |
| RUS Rússia         | Ludmila Privivkova | 5 | 4 | 57 | 60 | 41            | 36            | 14             | 11            | 77% |
| JPN Japão          | Ayumi Onodera      | 4 | 5 | 53 | 59 | 36            | 35            | 16             | 11            | 72% |
| USA Estados Unidos | Cassandra Johnson  | 2 | 7 | 58 | 66 | 34            | 38            | 11             | 9             | 73% |
| DEN Dinamarca      | Dorthe Holm        | 2 | 7 | 47 | 69 | 27            | 42            | 12             | 3             | 72% |
| ITA Itália         | Diana Gaspari      | 1 | 8 | 44 | 79 | 33            | 43            | 9              | 4             | 66% |

### Resultados

#### Primeiro dia
| Equipes                      | LSFE    | 1 | 2 | 3 | 4 | 5 | 6 | 7 | 8 | 9 | 10 | Final |
| ---------------------------- | ------- | - | - | - | - | - | - | - | - | - | -- | ----- |
| NOR Noruega (Nordby)         |         | 0 | 1 | 0 | 0 | 3 | 0 | 3 | 2 | 1 | 1  | 11    |
| USA Estados Unidos (Johnson) | Martelo | 2 | 0 | 1 | 1 | 0 | 2 | 0 | 0 | 0 | 0  | 6     |

| Equipes                | LSFE    | 1 | 2 | 3 | 4 | 5 | 6 | 7 | 8 | 9 | 10 | Final |
| ---------------------- | ------- | - | - | - | - | - | - | - | - | - | -- | ----- |
| CAN Canadá (Kleibrink) |         | 0 | 0 | 0 | 2 | 0 | 0 | 2 | 0 | 1 | 0  | 5     |
| SWE Suécia (Norberg)   | Martelo | 0 | 0 | 2 | 0 | 2 | 0 | 0 | 2 | 0 | 1  | 7     |

| Equipes              | LSFE    | 1 | 2 | 3 | 4 | 5 | 6 | 7 | 8 | 9 | 10 | Final |
| -------------------- | ------- | - | - | - | - | - | - | - | - | - | -- | ----- |
| SUI Suíça (Ott)      |         | 0 | 0 | 4 | 0 | 2 | 0 | 3 | 2 | X | X  | 11    |
| ITA Itália (Gaspari) | Martelo | 1 | 0 | 0 | 2 | 0 | 1 | 0 | 0 | X | X  | 4     |

| Equipes                   | LSFE    | 1 | 2 | 3 | 4 | 5 | 6 | 7 | 8 | 9 | 10 | Final |
| ------------------------- | ------- | - | - | - | - | - | - | - | - | - | -- | ----- |
| GBR Grã-Bretanha (Martin) | Martelo | 0 | 1 | 0 | 0 | 0 | 1 | 0 | 0 | 0 | 1  | 3     |
| DEN Dinamarca (Holm)      |         | 0 | 0 | 0 | 0 | 1 | 0 | 0 | 1 | 0 | 0  | 2     |

#### Segundo dia
| Equipes                 | LSFE    | 1 | 2 | 3 | 4 | 5 | 6 | 7 | 8 | 9 | 10 | Final |
| ----------------------- | ------- | - | - | - | - | - | - | - | - | - | -- | ----- |
| RUS Rússia (Privivkova) | Martelo | 1 | 0 | 0 | 0 | 0 | 1 | 2 | 0 | 0 | 3  | 7     |
| JPN Japão (Onodera)     |         | 0 | 0 | 1 | 1 | 2 | 0 | 0 | 1 | 0 | 0  | 5     |

| Equipes                   | LSFE    | 1 | 2 | 3 | 4 | 5 | 6 | 7 | 8 | 9 | 10 | Final |
| ------------------------- | ------- | - | - | - | - | - | - | - | - | - | -- | ----- |
| SUI Suíça (Ott)           |         | 0 | 0 | 0 | 2 | 1 | 0 | 1 | 0 | 0 | 0  | 4     |
| GBR Grã-Bretanha (Martin) | Martelo | 0 | 0 | 2 | 0 | 0 | 1 | 0 | 1 | 0 | 1  | 5     |

| Equipes              | LSFE    | 1 | 2 | 3 | 4 | 5 | 6 | 7 | 8 | 9 | 10 | Final |
| -------------------- | ------- | - | - | - | - | - | - | - | - | - | -- | ----- |
| NOR Noruega (Nordby) | Martelo | 0 | 0 | 0 | 2 | 1 | 1 | 0 | 0 | 2 | 4  | 10    |
| SWE Suécia (Norberg) |         | 0 | 0 | 1 | 0 | 0 | 0 | 1 | 1 | 0 | 0  | 3     |

| Equipes                      | LSFE    | 1 | 2 | 3 | 4 | 5 | 6 | 7 | 8 | 9 | 10 | Final |
| ---------------------------- | ------- | - | - | - | - | - | - | - | - | - | -- | ----- |
| USA Estados Unidos (Johnson) |         | 0 | 0 | 1 | 0 | 2 | 0 | 2 | 0 | X | X  | 5     |
| CAN Canadá (Kleibrink)       | Martelo | 5 | 1 | 0 | 1 | 0 | 3 | 0 | 1 | X | X  | 11    |

#### Terceiro dia
| Equipes              | LSFE    | 1 | 2 | 3 | 4 | 5 | 6 | 7 | 8 | 9 | 10 | Final |
| -------------------- | ------- | - | - | - | - | - | - | - | - | - | -- | ----- |
| ITA Itália (Gaspari) |         | 0 | 3 | 0 | 1 | 0 | 2 | 0 | 1 | 0 | 0  | 7     |
| DEN Dinamarca (Holm) | Martelo | 1 | 0 | 1 | 0 | 4 | 0 | 3 | 0 | 1 | 0  | 10    |

| Equipes                      | LSFE    | 1 | 2 | 3 | 4 | 5 | 6 | 7 | 8 | 9 | 10 | 11 | Final |
| ---------------------------- | ------- | - | - | - | - | - | - | - | - | - | -- | -- | ----- |
| USA Estados Unidos (Johnson) | Martelo | 2 | 0 | 0 | 0 | 1 | 0 | 1 | 0 | 1 | 0  | 0  | 5     |
| JPN Japão (Onodera)          |         | 0 | 0 | 2 | 1 | 0 | 0 | 0 | 2 | 0 | 0  | 1  | 6     |

| Equipes                 | LSFE    | 1 | 2 | 3 | 4 | 5 | 6 | 7 | 8 | 9 | 10 | Final |
| ----------------------- | ------- | - | - | - | - | - | - | - | - | - | -- | ----- |
| CAN Canadá (Kleibrink)  |         | 0 | 0 | 1 | 0 | 0 | 2 | 0 | 2 | 0 | 1  | 6     |
| RUS Rússia (Privivkova) | Martelo | 0 | 0 | 0 | 1 | 1 | 0 | 1 | 0 | 2 | 0  | 5     |

| Equipes              | LSFE    | 1 | 2 | 3 | 4 | 5 | 6 | 7 | 8 | 9 | 10 | Final |
| -------------------- | ------- | - | - | - | - | - | - | - | - | - | -- | ----- |
| NOR Noruega (Nordby) |         | 0 | 1 | 0 | 0 | 0 | 1 | 0 | X | X | X  | 6     |
| SUI Suíça (Ott)      | Martelo | 2 | 0 | 1 | 1 | 1 | 0 | 4 | X | X | X  | 5     |

#### Quarto dia
| Equipes                   | LSFE    | 1 | 2 | 3 | 4 | 5 | 6 | 7 | 8 | 9 | 10 | Final |
| ------------------------- | ------- | - | - | - | - | - | - | - | - | - | -- | ----- |
| SWE Suécia (Norberg)      | Martelo | 1 | 2 | 2 | 0 | 1 | 0 | 0 | 1 | 0 | 1  | 8     |
| GBR Grã-Bretanha (Martin) |         | 0 | 0 | 0 | 2 | 0 | 2 | 0 | 0 | 2 | 0  | 6     |

| Equipes                 | LSFE    | 1 | 2 | 3 | 4 | 5 | 6 | 7 | 8 | 9 | 10 | Final |
| ----------------------- | ------- | - | - | - | - | - | - | - | - | - | -- | ----- |
| ITA Itália (Gaspari)    | Martelo | 1 | 0 | 1 | 0 | 1 | 0 | 1 | 0 | 0 | 2  | 6     |
| RUS Rússia (Privivkova) |         | 0 | 1 | 0 | 1 | 0 | 1 | 0 | 0 | 1 | 0  | 4     |

| Equipes              | LSFE    | 1 | 2 | 3 | 4 | 5 | 6 | 7 | 8 | 9 | 10 | Final |
| -------------------- | ------- | - | - | - | - | - | - | - | - | - | -- | ----- |
| JPN Japão (Onodera)  | Martelo | 0 | 0 | 0 | 0 | 0 | 2 | 0 | 2 | 0 | X  | 4     |
| NOR Noruega (Nordby) |         | 1 | 0 | 0 | 3 | 1 | 0 | 2 | 0 | 2 | X  | 9     |

| Equipes                      | LSFE    | 1 | 2 | 3 | 4 | 5 | 6 | 7 | 8 | 9 | 10 | Final |
| ---------------------------- | ------- | - | - | - | - | - | - | - | - | - | -- | ----- |
| DEN Dinamarca (Holm)         |         | 0 | 0 | 1 | 0 | 0 | 2 | 0 | 0 | 0 | 0  | 3     |
| USA Estados Unidos (Johnson) | Martelo | 0 | 1 | 0 | 1 | 2 | 0 | 0 | 1 | 1 | 2  | 8     |

#### Quinto dia
| Equipes                | LSFE    | 1 | 2 | 3 | 4 | 5 | 6 | 7 | 8 | 9 | 10 | Final |
| ---------------------- | ------- | - | - | - | - | - | - | - | - | - | -- | ----- |
| CAN Canadá (Kleibrink) | Martelo | 0 | 1 | 0 | 0 | 2 | 0 | 1 | 0 | 1 | 0  | 5     |
| SUI Suíça (Ott)        |         | 0 | 0 | 0 | 3 | 0 | 0 | 0 | 2 | 0 | 1  | 6     |

| Equipes              | LSFE    | 1 | 2 | 3 | 4 | 5 | 6 | 7 | 8 | 9 | 10 | Final |
| -------------------- | ------- | - | - | - | - | - | - | - | - | - | -- | ----- |
| JPN Japão (Onodera)  |         | 0 | 1 | 2 | 1 | 0 | 0 | 0 | 1 | 0 | 0  | 5     |
| DEN Dinamarca (Holm) | Martelo | 1 | 0 | 0 | 0 | 3 | 2 | 0 | 0 | 2 | 1  | 9     |

| Equipes                   | LSFE    | 1 | 2 | 3 | 4 | 5 | 6 | 7 | 8 | 9 | 10 | Final |
| ------------------------- | ------- | - | - | - | - | - | - | - | - | - | -- | ----- |
| RUS Rússia (Privivkova)   |         | 0 | 2 | 0 | 0 | 2 | 0 | 0 | 0 | 0 | 0  | 4     |
| GBR Grã-Bretanha (Martin) | Martelo | 2 | 0 | 4 | 1 | 0 | 0 | 0 | 0 | 2 | 1  | 10    |

| Equipes              | LSFE    | 1 | 2 | 3 | 4 | 5 | 6 | 7 | 8 | 9 | 10 | Final |
| -------------------- | ------- | - | - | - | - | - | - | - | - | - | -- | ----- |
| SWE Suécia (Norberg) |         | 0 | 0 | 2 | 0 | 3 | 0 | 1 | 0 | 1 | 1  | 8     |
| ITA Itália (Gaspari) | Martelo | 0 | 1 | 0 | 1 | 0 | 1 | 0 | 1 | 0 | 0  | 4     |

#### Sexto dia
| Equipes                      | LSFE    | 1 | 2 | 3 | 4 | 5 | 6 | 7 | 8 | 9 | 10 | 11 | Final |
| ---------------------------- | ------- | - | - | - | - | - | - | - | - | - | -- | -- | ----- |
| SWE Suécia (Norberg)         | Martelo | 0 | 1 | 0 | 0 | 0 | 0 | 1 | 1 | 0 | 1  | 1  | 5     |
| USA Estados Unidos (Johnson) |         | 0 | 0 | 1 | 0 | 1 | 0 | 0 | 0 | 2 | 0  | 0  | 4     |

| Equipes              | LSFE    | 1 | 2 | 3 | 4 | 5 | 6 | 7 | 8 | 9 | 10 | Final |
| -------------------- | ------- | - | - | - | - | - | - | - | - | - | -- | ----- |
| DEN Dinamarca (Holm) |         | 0 | 0 | 1 | 1 | 0 | 0 | 0 | X | X | X  | 2     |
| SUI Suíça (Ott)      | Martelo | 0 | 3 | 0 | 0 | 1 | 3 | 3 | X | X | X  | 10    |

| Equipes                | LSFE    | 1 | 2 | 3 | 4 | 5 | 6 | 7 | 8 | 9 | 10 | Final |
| ---------------------- | ------- | - | - | - | - | - | - | - | - | - | -- | ----- |
| CAN Canadá (Kleibrink) |         | 0 | 2 | 0 | 2 | 0 | 1 | 0 | 3 | 2 | 0  | 10    |
| NOR Noruega (Nordby)   | Martelo | 1 | 0 | 2 | 0 | 2 | 0 | 1 | 0 | 0 | 2  | 8     |

#### Sétimo dia
| Equipes                      | LSFE    | 1 | 2 | 3 | 4 | 5 | 6 | 7 | 8 | 9 | 10 | 11 | Final |
| ---------------------------- | ------- | - | - | - | - | - | - | - | - | - | -- | -- | ----- |
| USA Estados Unidos (Johnson) |         | 0 | 0 | 2 | 0 | 0 | 0 | 2 | 0 | 0 | 3  | 0  | 7     |
| RUS Rússia (Privivkova)      | Martelo | 0 | 2 | 0 | 1 | 1 | 2 | 0 | 1 | 0 | 0  | 1  | 8     |

| Equipes              | LSFE    | 1 | 2 | 3 | 4 | 5 | 6 | 7 | 8 | 9 | 10 | 11 | Final |
| -------------------- | ------- | - | - | - | - | - | - | - | - | - | -- | -- | ----- |
| NOR Noruega (Nordby) |         | 1 | 0 | 1 | 0 | 2 | 0 | 0 | 2 | 0 | 1  | 2  | 9     |
| ITA Itália (Gaspari) | Martelo | 0 | 2 | 0 | 1 | 0 | 1 | 2 | 0 | 1 | 0  | 0  | 7     |

| Equipes                   | LSFE    | 1 | 2 | 3 | 4 | 5 | 6 | 7 | 8 | 9 | 10 | Final |
| ------------------------- | ------- | - | - | - | - | - | - | - | - | - | -- | ----- |
| GBR Grã-Bretanha (Martin) |         | 0 | 0 | 0 | 0 | 2 | 0 | 0 | 1 | 0 | X  | 3     |
| CAN Canadá (Kleibrink)    | Martelo | 0 | 2 | 1 | 1 | 0 | 0 | 1 | 0 | 4 | X  | 9     |

| Equipes              | LSFE    | 1 | 2 | 3 | 4 | 5 | 6 | 7 | 8 | 9 | 10 | Final |
| -------------------- | ------- | - | - | - | - | - | - | - | - | - | -- | ----- |
| SUI Suíça (Ott)      |         | 2 | 0 | 1 | 0 | 0 | 1 | 0 | 2 | 0 | 1  | 7     |
| SWE Suécia (Norberg) | Martelo | 0 | 1 | 0 | 2 | 0 | 0 | 2 | 0 | 4 | 0  | 9     |

#### Oitavo dia
| Equipes                   | LSFE    | 1 | 2 | 3 | 4 | 5 | 6 | 7 | 8 | 9 | 10 | Final |
| ------------------------- | ------- | - | - | - | - | - | - | - | - | - | -- | ----- |
| GBR Grã-Bretanha (Martin) | Martelo | 0 | 0 | 2 | 0 | 2 | 0 | 2 | 0 | 2 | 1  | 9     |
| ITA Itália (Gaspari)      |         | 0 | 1 | 0 | 2 | 0 | 1 | 0 | 1 | 0 | 0  | 5     |

| Equipes                 | LSFE    | 1 | 2 | 3 | 4 | 5 | 6 | 7 | 8 | 9 | 10 | Final |
| ----------------------- | ------- | - | - | - | - | - | - | - | - | - | -- | ----- |
| RUS Rússia (Privivkova) |         | 0 | 0 | 1 | 0 | 1 | 0 | 0 | 1 | 0 | 1  | 4     |
| SUI Suíça (Ott)         | Martelo | 1 | 2 | 0 | 1 | 0 | 0 | 3 | 0 | 0 | 0  | 7     |

| Equipes              | LSFE    | 1 | 2 | 3 | 4 | 5 | 6 | 7 | 8 | 9 | 10 | Final |
| -------------------- | ------- | - | - | - | - | - | - | - | - | - | -- | ----- |
| SWE Suécia (Norberg) |         | 0 | 2 | 0 | 0 | 2 | 2 | 4 | 0 | X | X  | 10    |
| DEN Dinamarca (Holm) | Martelo | 1 | 0 | 3 | 0 | 0 | 0 | 0 | 1 | X | X  | 5     |

| Equipes                | LSFE    | 1 | 2 | 3 | 4 | 5 | 6 | 7 | 8 | 9 | 10 | Final |
| ---------------------- | ------- | - | - | - | - | - | - | - | - | - | -- | ----- |
| JPN Japão (Onodera)    | Martelo | 0 | 0 | 2 | 1 | 0 | 0 | 1 | 0 | 0 | 1  | 5     |
| CAN Canadá (Kleibrink) |         | 0 | 0 | 0 | 0 | 0 | 1 | 0 | 1 | 0 | 0  | 2     |

#### Nono dia
| Equipes              | LSFE    | 1 | 2 | 3 | 4 | 5 | 6 | 7 | 8 | 9 | 10 | 11 | Final |
| -------------------- | ------- | - | - | - | - | - | - | - | - | - | -- | -- | ----- |
| JPN Japão (Onodera)  | Martelo | 1 | 2 | 0 | 0 | 2 | 0 | 0 | 1 | 0 | 1  | 0  | 7     |
| SWE Suécia (Norberg) |         | 0 | 0 | 0 | 2 | 0 | 2 | 1 | 0 | 2 | 0  | 1  | 8     |

| Equipes                   | LSFE    | 1 | 2 | 3 | 4 | 5 | 6 | 7 | 8 | 9 | 10 | Final |
| ------------------------- | ------- | - | - | - | - | - | - | - | - | - | -- | ----- |
| GBR Grã-Bretanha (Martin) |         | 0 | 0 | 3 | 0 | 0 | 0 | 1 | 0 | 0 | X  | 4     |
| NOR Noruega (Nordby)      | Martelo | 2 | 0 | 0 | 1 | 1 | 1 | 0 | 1 | 2 | X  | 8     |

| Equipes                      | LSFE    | 1 | 2 | 3 | 4 | 5 | 6 | 7 | 8 | 9 | 10 | Final |
| ---------------------------- | ------- | - | - | - | - | - | - | - | - | - | -- | ----- |
| ITA Itália (Gaspari)         |         | 0 | 0 | 0 | 0 | 3 | 0 | X | X | X | X  | 3     |
| USA Estados Unidos (Johnson) | Martelo | 0 | 2 | 3 | 2 | 0 | 4 | X | X | X | X  | 11    |

#### Décimo dia
| Equipes                      | LSFE    | 1 | 2 | 3 | 4 | 5 | 6 | 7 | 8 | 9 | 10 | Final |
| ---------------------------- | ------- | - | - | - | - | - | - | - | - | - | -- | ----- |
| SUI Suíça (Ott)              |         | 0 | 2 | 2 | 0 | 0 | 1 | 0 | 1 | 0 | 3  | 9     |
| USA Estados Unidos (Johnson) | Martelo | 2 | 0 | 0 | 1 | 2 | 0 | 2 | 0 | 1 | 0  | 8     |

| Equipes                | LSFE    | 1 | 2 | 3 | 4 | 5 | 6 | 7 | 8 | 9 | 10 | Final |
| ---------------------- | ------- | - | - | - | - | - | - | - | - | - | -- | ----- |
| ITA Itália (Gaspari)   |         | 0 | 0 | 0 | 2 | 0 | 1 | 1 | 0 | 0 | X  | 4     |
| CAN Canadá (Kleibrink) | Martelo | 1 | 2 | 2 | 0 | 2 | 0 | 0 | 2 | 2 | X  | 11    |

| Equipes                   | LSFE    | 1 | 2 | 3 | 4 | 5 | 6 | 7 | 8 | 9 | 10 | Final |
| ------------------------- | ------- | - | - | - | - | - | - | - | - | - | -- | ----- |
| GBR Grã-Bretanha (Martin) |         | 0 | 0 | 0 | 1 | 0 | 3 | 0 | 1 | 0 | X  | 5     |
| JPN Japão (Onodera)       | Martelo | 0 | 2 | 1 | 0 | 3 | 0 | 1 | 0 | 3 | X  | 10    |

| Equipes                 | LSFE    | 1 | 2 | 3 | 4 | 5 | 6 | 7 | 8 | 9 | 10 | Final |
| ----------------------- | ------- | - | - | - | - | - | - | - | - | - | -- | ----- |
| RUS Rússia (Privivkova) | Martelo | 1 | 1 | 0 | 2 | 1 | 0 | 1 | 2 | 0 | 1  | 9     |
| DEN Dinamarca (Holm)    |         | 0 | 0 | 2 | 0 | 0 | 2 | 0 | 0 | 3 | 0  | 7     |

#### Décimo primeiro dia
| Equipes                 | LSFE    | 1 | 2 | 3 | 4 | 5 | 6 | 7 | 8 | 9 | 10 | Final |
| ----------------------- | ------- | - | - | - | - | - | - | - | - | - | -- | ----- |
| SWE Suécia (Norberg)    | Martelo | 0 | 0 | 0 | 2 | 0 | 0 | 0 | 1 | 0 | 1  | 4     |
| RUS Rússia (Privivkova) |         | 0 | 1 | 0 | 0 | 1 | 1 | 1 | 0 | 2 | 0  | 6     |

| Equipes              | LSFE    | 1 | 2 | 3 | 4 | 5 | 6 | 7 | 8 | 9 | 10 | Final |
| -------------------- | ------- | - | - | - | - | - | - | - | - | - | -- | ----- |
| DEN Dinamarca (Holm) |         | 0 | 0 | 1 | 0 | 0 | 0 | X | X | X | X  | 1     |
| NOR Noruega (Nordby) | Martelo | 3 | 1 | 0 | 1 | 1 | 2 | X | X | X | X  | 8     |

| Equipes              | LSFE    | 1 | 2 | 3 | 4 | 5 | 6 | 7 | 8 | 9 | 10 | Final |
| -------------------- | ------- | - | - | - | - | - | - | - | - | - | -- | ----- |
| ITA Itália (Gaspari) | Martelo | 1 | 0 | 0 | 1 | 0 | 1 | 1 | 0 | 0 | 0  | 4     |
| JPN Japão (Onodera)  |         | 0 | 1 | 0 | 0 | 1 | 0 | 0 | 2 | 0 | 2  | 6     |

#### Décimo segundo dia
| Equipes                | LSFE    | 1 | 2 | 3 | 4 | 5 | 6 | 7 | 8 | 9 | 10 | Final |
| ---------------------- | ------- | - | - | - | - | - | - | - | - | - | -- | ----- |
| DEN Dinamarca (Holm)   | Martelo | 2 | 0 | 3 | 0 | 0 | 0 | 1 | 0 | 2 | 0  | 8     |
| CAN Canadá (Kleibrink) |         | 0 | 3 | 0 | 3 | 0 | 1 | 0 | 1 | 0 | 1  | 9     |

| Equipes             | LSFE    | 1 | 2 | 3 | 4 | 5 | 6 | 7 | 8 | 9 | 10 | Final |
| ------------------- | ------- | - | - | - | - | - | - | - | - | - | -- | ----- |
| SUI Suíça (Ott)     | Martelo | 1 | 2 | 0 | 4 | 0 | 0 | 0 | 4 | X | X  | 11    |
| JPN Japão (Onodera) |         | 0 | 0 | 2 | 0 | 1 | 1 | 1 | 0 | X | X  | 5     |

| Equipes                 | LSFE    | 1 | 2 | 3 | 4 | 5 | 6 | 7 | 8 | 9 | 10 | Final |
| ----------------------- | ------- | - | - | - | - | - | - | - | - | - | -- | ----- |
| NOR Noruega (Nordby)    |         | 0 | 2 | 0 | 1 | 0 | 2 | 0 | 2 | 1 | 0  | 8     |
| RUS Rússia (Privivkova) | Martelo | 2 | 0 | 1 | 0 | 3 | 0 | 3 | 0 | 0 | 1  | 10    |

| Equipes                      | LSFE    | 1 | 2 | 3 | 4 | 5 | 6 | 7 | 8 | 9 | 10 | Final |
| ---------------------------- | ------- | - | - | - | - | - | - | - | - | - | -- | ----- |
| USA Estados Unidos (Johnson) |         | 0 | 1 | 0 | 3 | 0 | 0 | X | X | X | X  | 4     |
| GBR Grã-Bretanha (Martin)    | Martelo | 2 | 0 | 4 | 0 | 3 | 1 | X | X | X | X  | 10    |

### Semi-finais

#### Semi-final 1
| Equipes              | LSFE    | 1 | 2 | 3 | 4 | 5 | 6 | 7 | 8 | 9 | 10 | Final |
| -------------------- | ------- | - | - | - | - | - | - | - | - | - | -- | ----- |
| SWE Suécia (Norberg) |         | 0 | 0 | 1 | 0 | 1 | 0 | 1 | 1 | 0 | 1  | 5     |
| NOR Noruega (Nordby) | Martelo | 1 | 0 | 0 | 1 | 0 | 1 | 0 | 0 | 1 | 0  | 4     |

#### Semi-final 2
| Equipes                | LSFE    | 1 | 2 | 3 | 4 | 5 | 6 | 7 | 8 | 9 | 10 | Final |
| ---------------------- | ------- | - | - | - | - | - | - | - | - | - | -- | ----- |
| SUI Suíça (Ott)        |         | 0 | 0 | 3 | 0 | 1 | 1 | 0 | 2 | 0 | 0  | 7     |
| CAN Canadá (Kleibrink) | Martelo | 0 | 1 | 0 | 1 | 0 | 0 | 2 | 0 | 1 | 0  | 5     |

### Disputa pelo bronze
| Equipes                | LSFE    | 1 | 2 | 3 | 4 | 5 | 6 | 7 | 8 | 9 | 10 | Final |
| ---------------------- | ------- | - | - | - | - | - | - | - | - | - | -- | ----- |
| NOR Noruega (Nordby)   |         | 0 | 0 | 1 | 1 | 0 | 2 | 0 | 1 | X | X  | 5     |
| CAN Canadá (Kleibrink) | Martelo | 4 | 1 | 0 | 0 | 4 | 0 | 2 | 0 | X | X  | 11    |

### Final
| Equipes              | LSFE    | 1 | 2 | 3 | 4 | 5 | 6 | 7 | 8 | 9 | 10 | 11 | Final |
| -------------------- | ------- | - | - | - | - | - | - | - | - | - | -- | -- | ----- |
| SWE Suécia (Norberg) | Martelo | 0 | 2 | 0 | 1 | 0 | 1 | 1 | 0 | 1 | 0  | 1  | 7     |
| SUI Suíça (Ott)      |         | 0 | 0 | 2 | 0 | 0 | 0 | 0 | 2 | 0 | 2  | 0  | 6     |

## Classificação final
| Pos.   | País               |
| ------ | ------------------ |
| Ouro   | SWE Suécia         |
| Prata  | SUI Suíça          |
| Bronze | CAN Canadá         |
| 4      | NOR Noruega        |
| 5      | GBR Grã-Bretanha   |
| 6      | RUS Rússia         |
| 7      | JPN Japão          |
| 8      | USA Estados Unidos |
| 9      | DEN Dinamarca      |
| 10     | ITA Itália         |